# J1 Nanjing
Das J1 Nanjing (offiziell China Junior 14) ist ein World-Junior-Tennisturnier, das seit 2013 jährlich Anfang August in der chinesischen Stadt Nanjing auf Hartplatz von der International Tennis Federation ausgetragen wird. Es gehört der zweithöchsten Turnierkategorie G1 an und ist eines der bedeutendsten Nachwuchstennisturnier des Landes.

## Siegerliste

### Einzel
| Jahr                                        | Herren                           | Damen                            |                                  |
| ------------------------------------------- | -------------------------------- | -------------------------------- | -------------------------------- |
| ↓ China Junior 14 Nanjing – Kategorie: G2 ↓ |                                  |                                  |                                  |
| 2013                                        | Lee Duck-hee                     | Sun Ziyue                        |                                  |
| ↓ Kategorie: G1 ↓                           |                                  |                                  |                                  |
| 2014                                        | Lee Duck-hee                     | Liu Yanni                        |                                  |
| 2015                                        | Alberto Lim junior               | Ren Yia Qi                       |                                  |
| 2016                                        | Hsu Yu-hsiou                     | Du Zhima                         |                                  |
| 2017                                        | Park Ui-sung                     | Wang Xinyu                       |                                  |
| 2018                                        | Nguyễn Văn Phương                | Wong Hong-yi                     |                                  |
| 2019                                        | Li Hanwen                        | Wong Hong-yi                     |                                  |
| 2020                                        | Wegen COVID-19-Pandemie abgesagt | Wegen COVID-19-Pandemie abgesagt | Wegen COVID-19-Pandemie abgesagt |

### Doppel
| Jahr                                        | Herren                                         | Damen                                 |                                  |
| ------------------------------------------- | ---------------------------------------------- | ------------------------------------- | -------------------------------- |
| ↓ China Junior 14 Nanjing – Kategorie: G2 ↓ |                                                |                                       |                                  |
| 2013                                        | Lin Wei-de Yang Shao-chi                       | Xu Shilin You Xiaodi                  |                                  |
| ↓ Kategorie: G1 ↓                           |                                                |                                       |                                  |
| 2014                                        | Lin Liang-yu Wu Tung-lin                       | Jiang Xinyu Wang Yufei                |                                  |
| 2015                                        | Nikshep Ballekere Ravikumar Alberto Lim junior | Rifanty Kahfiani Lee Yang             |                                  |
| 2016                                        | Vorachon Rakpuangchon Zhao Lingxi              | Ren Yia Qi Wang Xiyu                  |                                  |
| 2017                                        | Jeong Yeong-seok Park Ui-sung                  | Guo Meiqi Wang Xinyu                  |                                  |
| 2018                                        | Siddhant Banthia Taisei Ichikawa               | Thasaporn Naklo Mananchaya Sawangkaew |                                  |
| 2019                                        | Huang Haoyuan Sun Qian                         | Saki Imamura Ku Yeon-woo              |                                  |
| 2020                                        | Wegen COVID-19-Pandemie abgesagt               | Wegen COVID-19-Pandemie abgesagt      | Wegen COVID-19-Pandemie abgesagt |